# Коган-Шац, Матвей Борисович
Матвей Борисович Коган-Шац (6 ноября 1911, Могилёв-Подольский — 1989) — украинский советский живописец. Работал в жанре пейзажной живописи. Член Союза художников (1947). Работы художника выставлены в Национальном художественном музее Украины, Полтавском, Николаевском, Бердянском художественных музеях, Алупкинском дворце-музее.

## Биография
Матвей Борисович Коган-Шац родился 6 ноября 1911 года в Могилёве-Подольском, в семье актёров передвижного еврейского театра на идише. Первая часть фамилии была у него от рождения и говорит о его принадлежности к служителям Храма, а вторая — Шац — аббревиатура от «шалеах цибур» (в переводе с иврит значит «посланник общины»). В 1903 году семья переезжает в Одессу.
В 1935 году окончил ОХИ, ученик П. Волокидина, Т. Фраермана и А. Шовкуненко. Затем переезжает в Киев. В 1939 году окончил КХИ, ученик у А. Шовкуненко.
С 1939 года участвовал в национальных и зарубежных выставках в Италии, Франции, Югославии. После окончания института сразу попал в армию и получил звание лейтенанта интендантской службы. В армии он служил художником штаба 20-й армии генерала Ремезова. По словам коллег-художников он был «дважды еврей Советского Союза».
После демобилизации вернулся в Киев и начале жил с семьей в подвале. В 1947 году поступил в Союз художников. В 1970 году участвовал в выставке в Японии.

## Творчество
Ещё в юном возрасте Матвей Борисович начал подрабатывать в театре декоратором. После института художник попал в армию, где получил опыт рисования плакатов. Также в армии он постоянно занимался копированием различных картин, что ему пригодилось в будущем. Всю жизнь Коган-Шац писал ландшафты, причем без следа индустриальной или аграрной деятельности человека. При этом художнику всегда «рекомендовали», что именно писать, какие именно объекты коммунистического строительства изображать. Поэтому многие работы художника были так называемыми «халтурками», от которых зависел семейный бюджет. Художнику также давали «шедевры» для тиражирования. Тут — никакой фантазии, лишь добросовестное копирование. Такая история была с картиной Рылова «Зелёный шум». Это был стандарт. Нужно было размножить картину, чтоб потом развесить по всей стране.
В общем, почти ничего не мешало успешной творческой деятельности художника. Он писал исключительно пейзажи, спокойные, уравновешенные полотна, к изящной эстетике, яркому колориту которых не мог придраться ни один жесткий критик искусства. Безупречные по исполнению, оригинальные по композиции полотна мастера принимали без конфликтов и закупали разные официальные инстанции, такие как Министерство культуры, Национальный художественный фонд.

## Семья
- Брат — Владимир Борисович Коган-Шац (1909—?), актёр еврейского театра на идише, муж актрисы Клары Садецкой; их дочь Ольга стала женой поэта Ильи Рейдермана.
- Жена — Гита Вольфовна Злоич, медсестра.